# Bartholomew Kim Kyon Pae
Bartholomew Kim Kyon Pae auch Bartholomew Kim Hyeon-bae (koreanisch: 김현배 바르톨로메오; * 23. August 1906 in Yesan, Südkorea; † 30. April 1960) war ein koreanischer römisch-katholischer Bischof und Apostolischer Vikar.

## Leben
Am 21. Mai 1932 wurde Kim zum Priester geweiht. Pius XII. ernannte ihn am 13. Juni 1947 zum Präfekten der Apostolischen Präfektur von Zenshu. Am 12. Juli 1950 wurde deren Name zu Apostolische Präfektur von Chonju geändert. Am 26. Januar 1957 wurde die Präfektur zum Apostolischen Vikariat erhoben und Kim wurde zum Titularbischof von Agbia. Am 21. Mai 1957 weihte Thomas F. Quinlan, Apostolischer Vikar von Chunchon, ihn unter Assistenz von Paul Marie Kinam Ro, Apostolischer Vikar von Seoul, und John Baptist Sye Bong-Kil, Apostolischer Vikar von Bischof von Taiku, zum Bischof.
Sein Wahlspruch war Adveniat regnum tuum.